# Associazione Giovanile Nocerina 1949-1950
Questa voce raccoglie le informazioni riguardanti l'Associazione Giovanile Nocerina  nelle competizioni ufficiali della stagione 1949-1950.

## Rosa
| N. |                   | Ruolo | Calciatore        |
| -- | ----------------- | ----- | ----------------- |
|    | Italia (bandiera) | A     | Bonaiuti          |
|    | Italia (bandiera) | C     | Mario Busidoni    |
|    | Italia (bandiera) | A     | Castaldo          |
|    | Italia (bandiera) | A     | Danesi            |
|    | Italia (bandiera) | C     | Giacomo De Caprio |
|    | Italia (bandiera) | C     | De Capua          |
|    | Italia (bandiera) | D     | De Chiara         |

| N. |                   | Ruolo | Calciatore       |
| -- | ----------------- | ----- | ---------------- |
|    | Italia (bandiera) | A     | Grifoni          |
|    | Italia (bandiera) | A     | Intennimeo       |
|    | Italia (bandiera) | D     | Jacovazzi        |
|    | Italia (bandiera) | A     | Otello Longhi II |
|    | Italia (bandiera) | C     | Pellecchia       |
|    | Italia (bandiera) | D     | Antonio Punzi    |
|    | Italia (bandiera) | P     | Scannapicco      |